# Duszniki-Zdrój
Duszniki-Zdrój là một thị trấn thuộc Kłodzki, tỉnh Dolnośląskie ở miền tây nam Ba Lan. Thị trấn có diện tích 22 km². Đến ngày 1 tháng 1 năm 2011, dân số của thị trấn là 4860 người và mật độ 218 người/km².